# La Motte-Saint-Martin
La Motte-Saint-Martin ist eine französische Gemeinde mit 454 Einwohnern (Stand: 1. Januar 2022) im Département Isère in der Region Auvergne-Rhône-Alpes. Sie gehört zum Arrondissement Grenoble und zum Kanton Matheysine-Trièves. Die Einwohner werden Mottois genannt.

## Geographie
Die Gemeinde La Motte-Saint-Martin liegt in den Westalpen zwischen den Massiven von Oisans und Vercors im Einzugsgebiet des Flusses Drac, etwa 28 Kilometer südlich von Grenoble. Umgeben wird La Motte-Saint-Martin von den Nachbargemeinden Monteynard im Norden, Notre-Dame-de-Vaulx im Nordosten, La Motte-d’Aveillans im Osten, Susville im Südosten, Prunières im Südosten und Süden, Mayres-Savel im Süden und Südwesten, Marcieu im Südwesten sowie Avignonet im Westen. Im Westen hat die Gemeinde La Motte-Saint-Martin einen Anteil am Monteynard-Stausee.

## Bevölkerungsentwicklung
| Jahr                       | 1962 | 1968 | 1975 | 1982 | 1990 | 1999 | 2011 | 2021 |
| -------------------------- | ---- | ---- | ---- | ---- | ---- | ---- | ---- | ---- |
| Einwohner                  | 590  | 446  | 305  | 340  | 339  | 339  | 417  | 453  |
| Quellen: Cassini und INSEE |      |      |      |      |      |      |      |      |

## Sehenswürdigkeiten
- Kirche Saint-Martin
- Kapelle Notre-Dame-de-la-Délivrance
- Schloss La Motte-les-Bains, wieder errichtet im 17. Jahrhundert
- Bäder und Quellen von La Motte-les-Bains
- Rathaus

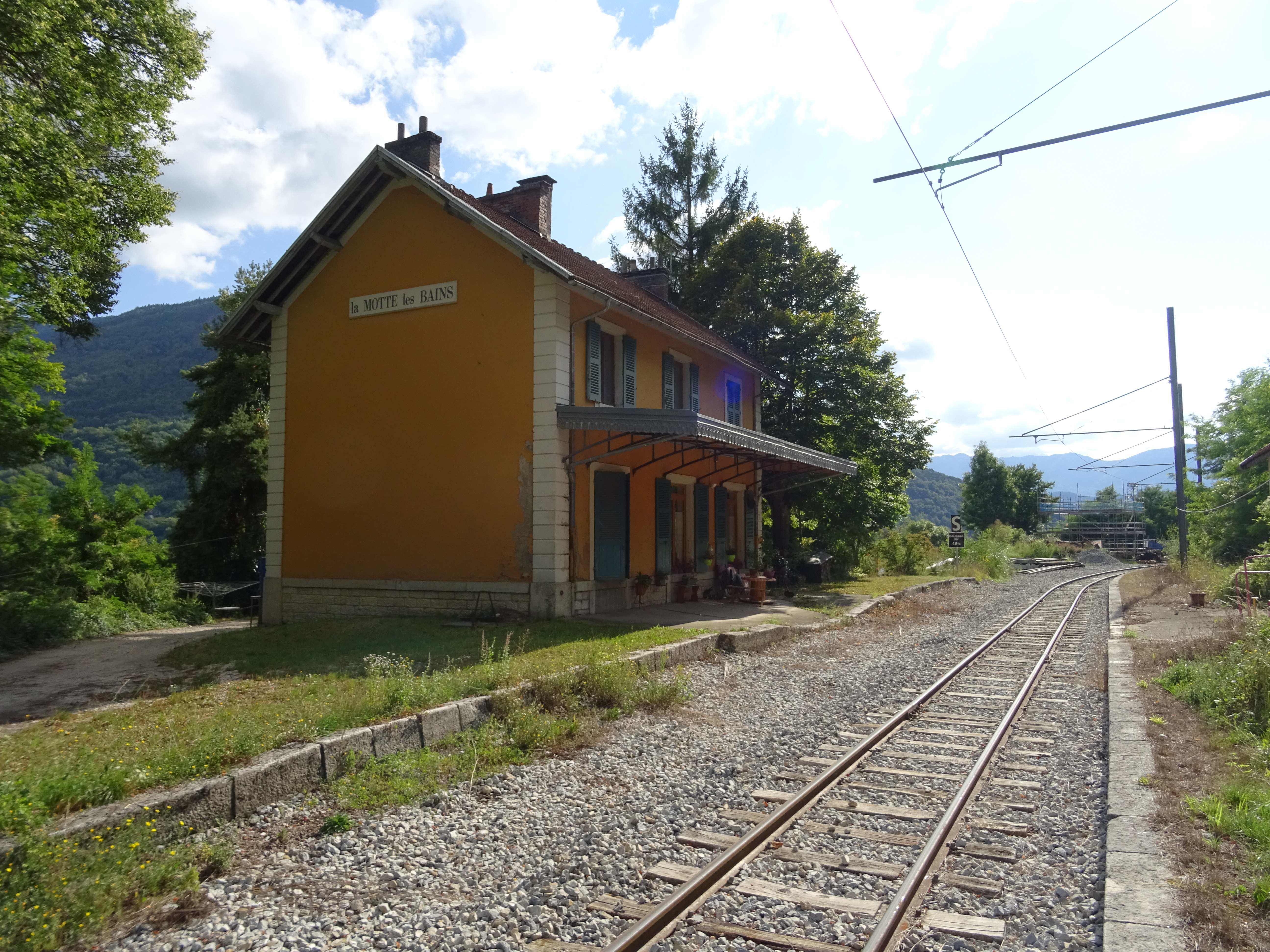
Bahnhalt La Motte-les-Bains
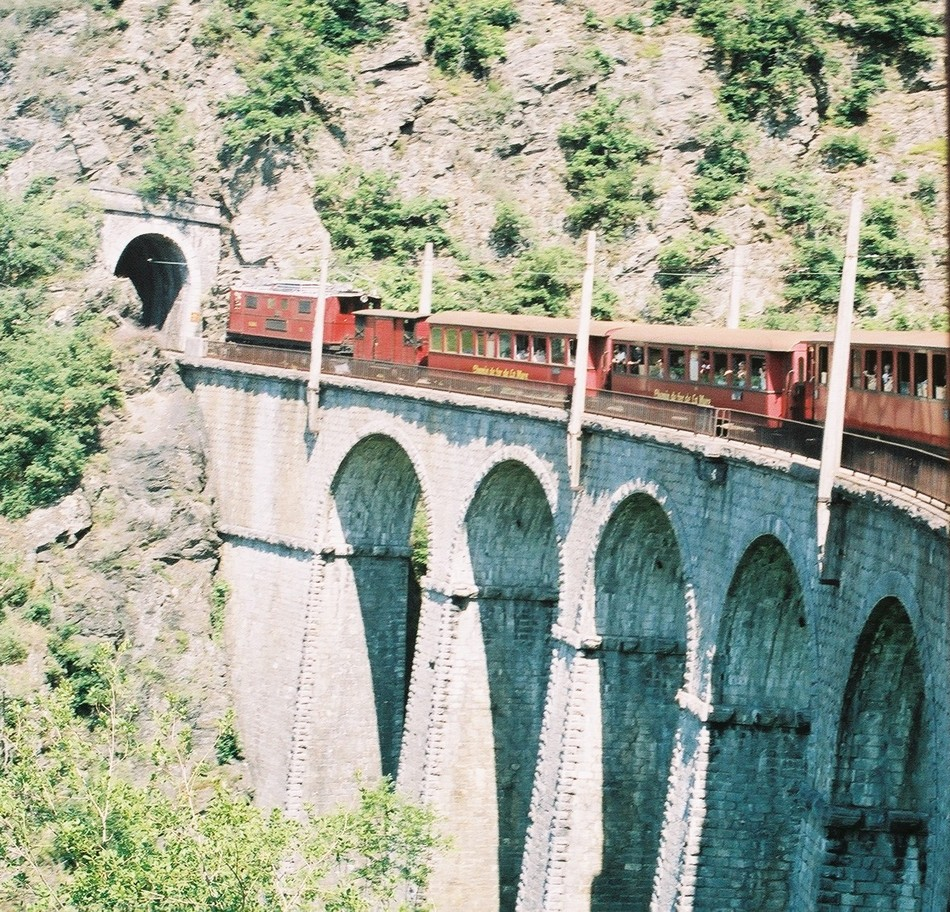
Viadukt über den Ruisseau de l'Oula